# NGC 4716
NGC 4716 је лентикуларна галаксија у сазвежђу Девица која се налази на NGC листи објеката дубоког неба.
Деклинација објекта је - 9° 27' 3" а ректасцензија 12h 50m 33,1s. Привидна величина (магнитуда) објекта NGC 4716 износи 13,3 а фотографска магнитуда 14,3. NGC 4716 је још познат и под ознакама MCG -1-33-21, PGC 43464.